# Magoke Misaki
Magoke Misaki är en udde i Antarktis. Den ligger i Östantarktis. Norge gör anspråk på området.
Terrängen inåt land är kuperad åt sydväst, men åt nordost är den platt. Havet är nära Magoke Misaki åt nordväst. Trakten är obefolkad. Det finns inga samhällen i närheten.